# Penthicodes wachsi
Penthicodes wachsi är en insektsart som beskrevs av Schmidt 1930. Penthicodes wachsi ingår i släktet Penthicodes och familjen lyktstritar. Inga underarter finns listade i Catalogue of Life.